# 1491
Cette page concerne l'année 1491  du calendrier julien. Pour l'année 1491 av. J.-C., voir 1491 av. J.-C.
L'année 1491 de l'ère chrétienne est une année commune qui commence un samedi.
Les principaux événements sont :
- le mariage du roi de France Charles VIII avec la duchesse Anne de Bretagne, au terme d'un long conflit ;
- la capitulation du roi de Grenade Boabdil, qui met fin au dernier État musulman dans la péninsule Ibérique, au terme de dix ans de guerre menée par Isabelle de Castille et Ferdinand d'Aragon.

## Asie et Afrique
- Mai : paix de statu quo entre l'Empire ottoman et les Mamelouks d'Égypte[1].
- Thaïlande : début du règne du roi d'Ayutthaya Ramathibodi II (fin en 1529)[2].
- Chine : le recensement de la population chinoise indique 56,238 millions d’habitants[3].

## Exploration et colonisation portugaises en Afrique
Depuis 1420 (Henri le Navigateur), les Portugais explorent le littoral de l’Afrique. En 1488, ils ont découvert le cap de Bonne-Espérance, passage vers l’océan Indien et les « Indes » (ce n'est qu'en 1498 que la liaison effective sera établie).

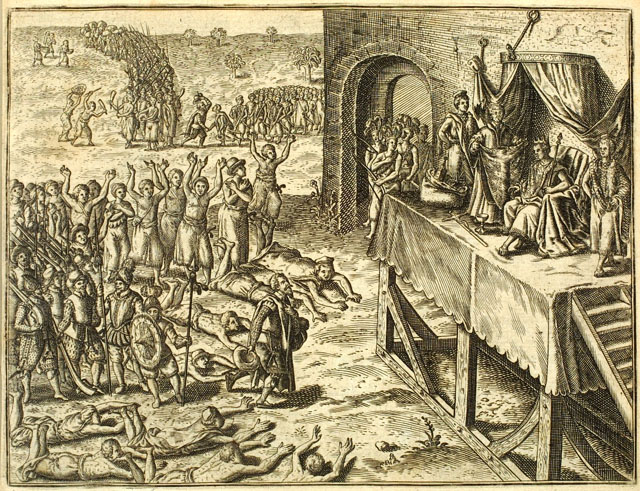
Audience de Portugais par le Manicongo

- 3 mai :  baptême du Manicongo (roi du Congo) Nzinga Nkuwu et de sa cour. Le roi se prénomme alors Joao et devient Joao Ier Nzinga Nkuwu[4].
  - Une importante ambassade portugaise s’établit à Mbali au Congo où elle reçoit un accueil favorable. La capitale est rebaptisée San Salvador. À la fin du siècle, devant la résistance du peuple, Nzinga Nkouvou et son fils Mpanzou reviennent à l’animisme, et se heurtent à la reine mère et son autre fils Alphonso, restés fidèles au catholicisme. Cette opposition entre les deux frères aboutira à la guerre civile dès la disparition de Nzinga Nkouvou. Les Portugais transforment entièrement Mbali, qu’ils appellent San Salvador, en y construisant des églises et des maisons en pierre[5].

## Europe

### Événements non politiques
- 8 mai : éclipse de soleil à Metz[6].
- Hiver 1491-1492 très rigoureux dans le sud de la France. Gel des oliviers[7].

### France (règne de Charles VIII)

#### Divers
- 27 juin : Louis II d'Orléans, cousin du roi et héritier présomptif (futur Louis XII), est libéré après trois ans d'emprisonnement pour rébellion, sans que le roi en informe sa sœur Anne de France (dame de Beaujeu)[pas clair][8].

#### Problème du duché de Bretagne et de la duchesse Anne
En 1488, la France a remporté une victoire importante à Saint-Aubin-du-Cormier, puis le duc François II est mort, laissant le duché à sa fille Anne (10 ans). En 1490, celle-ci a été mariée avec Maximilien d'Autriche.
- 2 janvier : Alain d'Albret, gouverneur de Nantes, conclut le traité de Moulins avec le roi de France[9] : moyennant divers avantages, il s'engage à livrer le château de Nantes aux troupes royales.
- 19 février : Alain d'Albret livre la ville et le château de Nantes à Pierre II de Bourbon, époux d'Anne de France[10].
- Mars : annonce officielle du mariage d'Anne de Bretagne avec Maximilien d'Autriche, fils de l'empereur Frédéric III et roi des Romains (Anne devient « reine des Romains ») ; reprise de la guerre entre la Bretagne et la France[9].
- 4 avril : entrée de Charles VIII à Nantes.
- 4 août : début du siège de Rennes par l'armée française commandée par Louis II de La Trémoille[9].
- 5 octobre : premières tractations de paix[11]. 
  - Anne de Bretagne capitule et la ville n'est pas occupée. Annulation du mariage de Maximilien d'Autriche et d'Anne de Bretagne, ainsi que des fiançailles de Charles VIII avec Marguerite, fille de Maximilien.
- 27 octobre : à Vannes, les États de Bretagne se prononcent en faveur du mariage de la duchesse Anne avec Charles VIII[11].
- 15 novembre : fiançailles à Rennes d'Anne et de Charles VIII[12]. Traité qui oblige Anne à renvoyer ses troupes étrangères et à neutraliser Rennes[9].

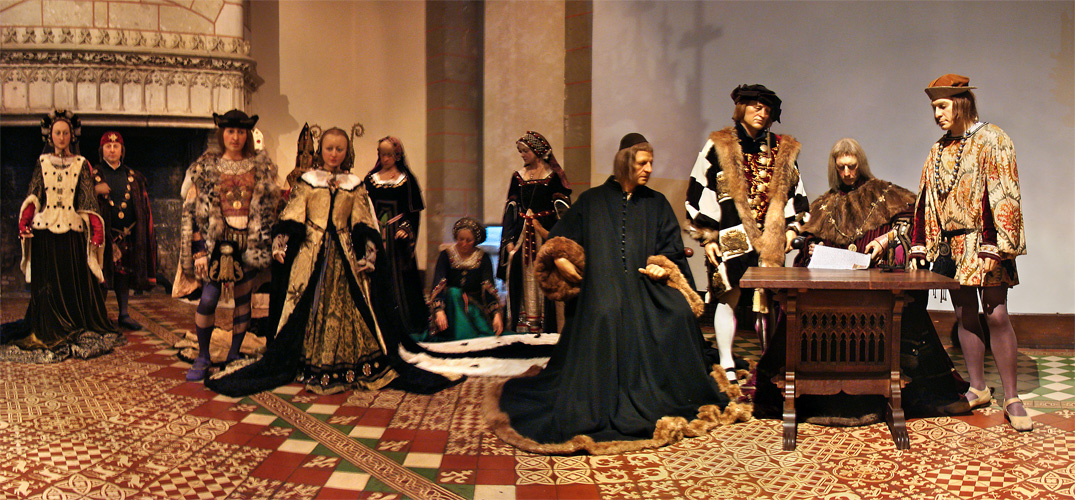
6 décembre : mariage de Charles VIII de France et Anne de Bretagne.

- 6 décembre : mariage, à Langeais (Indre-et-Loire), de Charles VIII avec la duchesse Anne de Bretagne[10].

### État bourguignon (règne de Philippe le Beau, régence de Maximilien d'Autriche)
L'État bourguignon (comté de Bourgogne, Charolais, Pays-Bas bourguignons) est un rassemblement de fiefs français ou impériaux (les plus nombreux) entre les mains des ducs de Bourgogne de la maison de Valois, puis de leurs descendants Habsbourg, dont Philippe le Beau, fils de Marie de Bourgogne et de Maximilien d'Autriche, est le premier. Régent depuis la mort de son épouse, Maximilien est confronté depuis lors à plusieurs révoltes aux Pays-Bas.
- Révolte du peuple du pain et du fromage (Opstand van het Kaas- en Broodvolk) dans le nord du comté de Hollande, suscitée par les difficultés des paysans dues aux intempéries (1491-1492)[14].

### Castille et Aragon (règne d'Isabelle de Castille et Ferdinand II d’Aragon)
Isabelle de Castille et Ferdinand d’Aragon, mariés depuis 1469, mènent depuis 1482 la guerre contre le royaume de Grenade, depuis 1238 dernier État musulman dans la péninsule Ibérique.
- 23 avril : début du siège de Grenade. Fondation de Santa Fe, Andalousie, à dix kilomètres à l’ouest de Grenade, par les rois catholiques qui y installent leur campement militaire pour mettre fin à la reconquête[15].
- 16 novembre : affaire du meurtre du « Saint Enfant de La Guardia » à Ávila (royaume de Castille). Des juifs et des nouveaux chrétiens, accusés de meurtre rituel sur des enfants chrétiens, sont brûlés en place publique[16].
- 25 novembre : capitulation du roi de Grenade, Boabdil[15].

### Portugal (règne de Jean II)
- 13 juillet : mort accidentelle de l’héritier du trône du Portugal, Alfonso[17]. Jean II de Portugal désigne comme héritier Manuel, le frère de Diogo, dont il avait prononcé la condamnation et peut-être perpétré le meurtre.

### Angleterre (règne d'Henri VII)
- Création d’un comptoir anglais dans la ville hanséatique de Dantzig[18], à l'embouchure de la Vistule.

### Saint-Empire (règne de Frédéric III)
- 7 novembre : signature du traité de Presbourg, entre Maximilien Ier et le roi de Hongrie Ladislas II Jagellon.
  - Il rétablit le statu quo en Hongrie, confirmant l’accord de 1463. Les domaines des Habsbourg sont réunis sous la seule autorité de Frédéric III. La couronne de saint Étienne reviendra aux héritiers de Maximilien de Habsbourg ou à ceux de Ladislas Jagellon suivant la branche qui s’éteindra la première[19].

### Russie (règne d'Ivan III)
- Septembre : le prince de Moscou Ivan III fait arrêter son frère André qui a refusé de marcher contre les Mongols et annexe ses domaines[20].

## Naissances en 1491
- 28 juin : Henri VIII d'Angleterre, roi d'Angleterre († 28 janvier 1547).

Portrait assis de l'empereur Ming Wuzong.

- 26 octobre: Ming Wuzong, dixième empereur de la dynastie Ming
- 24 décembre : Ignace de Loyola, fondateur des Jésuites († 31 juillet 1556).
- 31 décembre : Jacques Cartier, à Saint-Malo, navigateur français, « découvreur du Canada » († 1er septembre 1557).
- Vers 1491 :
- Altobello Melone, peintre italien († 3 mai 1543).

## Décès en 1491
- 2 février : Martin Schongauer, peintre et graveur allemand célèbre pour ses cent quinze gravures au burin sur cuivre signées du monogramme M+S (° 1445) .
- 5 octobre : Jean Balue cardinal et homme politique français (° 1421)[21].